# Rhodium(IV)-oxid
Rhodium(IV)-oxid, auch als Rhodiumdioxid bezeichnet, ist eine chemische Verbindung der Elemente Rhodium und Sauerstoff. Es ist ein schwarzer Feststoff; außerdem existiert ein grünes Hydrat.

## Gewinnung und Darstellung
Das Hydrat kann durch Oxidation von Rh2(SO4)3 mit z. B. Ozon oder durch Elektrolyse gewonnen werden.
{\displaystyle \mathrm {Rh_{2}(SO_{4})_{3}\longrightarrow 2\ RhO_{2}+3\ SO_{2}} }

## Eigenschaften

### Physikalische Eigenschaften
Rhodium(IV)-oxid kristallisiert im tetragonalen Kristallsystem mit der Raumgruppe P42/mnm (Raumgruppen-Nr. 136) und den Gitterparametern a = 448,9 pm und c = 309,0 pm, in der Elementarzelle befinden sich zwei Formeleinheiten.

### Chemische Eigenschaften
Beim Erhitzen von Rhodiumdioxid auf 850 °C bildet sich Rhodiumtrioxid; dieses zerfällt bei 1050 °C in die Elemente.
{\displaystyle \mathrm {2\ RhO_{2}\ \ {\xrightarrow[{+O_{2}}]{850^{\circ }C}}\ \ 2\ RhO_{3}\ \ {\xrightarrow[{-O_{2}}]{950^{\circ }C}}\ \ 2\ Rh} }